# Coupe d'Angleterre de football 1904-1905
Navigation
Coupe d'Angleterre 1903-1904 Coupe d'Angleterre 1905-1906
La Coupe d'Angleterre de football 1904-1905 est la 34e édition de la Coupe d'Angleterre, la plus ancienne compétition de football, la Football Association Challenge Cup (généralement connue sous le nom de FA Cup). Aston Villa remporte la compétition pour la quatrième fois de son histoire, battant Newcastle United en finale sur le score de 2 à 0 à Crystal Palace, grâce à un doublé de Harry Hampton, l'un des plus prolifiques buteurs de l'époque.

## Finale

### Détails du match
|  |  |  |  |

|  |  |  |  |

|  |  |  |  |

|  |  |  |  |